# Olympische Winterspiele 1928/Skijöring
Bei den II. Olympischen Winterspielen 1928 in St. Moritz wurde Skijöring als Demonstrationswettbewerb ausgetragen. Bei dem vom Rennverein St. Moritz ausgetragenen Pferderennen wurden Skifahrer von galoppierenden Rennpferden gezogen. Die Sportart ist sehr unfallträchtig, so mussten die Sportler zum Start eine Unfallversicherung nachweisen. Teilnehmer und Pferde wurden streng kontrolliert.

## Skijöring
| Platz | Land | Sportler           | Pferd    |
| ----- | ---- | ------------------ | -------- |
| 1     | SUI  | Rudolf Wettstein   | Jallange |
| 2     | SUI  | Richard Torriani   | Loup     |
| 3     | SUI  | Henryk Mückenbrunn | Frania   |

Datum: 12. Februar 1928
Das Pferderennen wurde über eine Distanz von 1900 m auf dem zugefrorenen St. Moritzersee ausgetragen. Die acht teilnehmenden Athleten stammten alle aus der Schweiz.